# Волновое сопротивление вакуума
Волновое сопротивление вакуума («импеданс» вакуума) — характеристическое (волновое) сопротивление вакуума или сопротивление свободного пространства. Эта величина имеет смысл отношения амплитуд напряжённостей магнитного и электрического полей плоской электромагнитной волны в вакууме.
При распространении электромагнитной волны в среде с диэлектрической {\displaystyle \varepsilon } и магнитной {\displaystyle \mu } проницаемостями амплитудные и мгновенные значения напряжённости электрического {\displaystyle E} и магнитного {\displaystyle H} полей связаны соотношением: {\displaystyle {\sqrt {\varepsilon _{0}\varepsilon }}E={\sqrt {\mu _{0}\mu }}H,} где {\displaystyle \mu _{0}} — магнитная постоянная, {\displaystyle \varepsilon _{0}} — электрическая постоянная. Это выражение можно представить в виде: {\displaystyle {\frac {E}{H}}={\sqrt {\frac {\mu _{0}\mu }{\varepsilon _{0}\varepsilon }}}}. Отношение {\displaystyle {\frac {E}{H}}} принято называть волновым сопротивлением среды, поскольку существует формальная аналогия между уравнением {\displaystyle {\frac {E}{H}}={\sqrt {\frac {\mu _{0}\mu }{\varepsilon _{0}\varepsilon }}}} и законом Ома. В случае вакуума {\displaystyle Z_{0}={\frac {E}{H}}={\sqrt {\frac {\mu _{0}}{\varepsilon _{0}}}}}.

## Значения в разных системах единиц

### СИ
В системе СИ значение характеристического волнового импеданса вакуума равно 376,730 313 668(57) Ом, с относительной погрешностью 1,5 · 10−10 .
В системе СИ {\displaystyle \mu _{0}\approx 4\pi \cdot 10^{-7}} Гн/м и {\displaystyle \varepsilon _{0}\approx {\frac {1}{4\pi \cdot 10^{-7}\cdot c^{2}}}} Ф/м, где c — скорость света в вакууме. (Эти равенства были точными до изменения определений основных единиц СИ 2018—2019 годов; в настоящее время значения электрической и магнитной постоянной подлежат экспериментальному измерению и имеют относительную погрешность порядка 10−10.)
Подставив в формулу {\displaystyle Z_{0}={\sqrt {\frac {\mu _{0}}{\varepsilon _{0}}}}=\mu _{0}c,} получим {\displaystyle Z_{0}\approx 119,917\times \pi } (Гн/Ф)1/2 = {\displaystyle 119,917\times \pi } В/А = {\displaystyle 119,917\times \pi } Ом ≈ 376,73 Ом.
Величину {\displaystyle {\frac {1}{Z_{0}}}=\varepsilon _{0}c} иногда называют адмиттансом вакуума и обозначают символом {\displaystyle Y_{0}\ }.

### СГСЭ
В системе СГСЭ {\displaystyle \mu _{0}={\frac {1}{c^{2}}}} и {\displaystyle \varepsilon _{0}=1.}
В этой системе {\displaystyle Z_{0}={\frac {1}{c}}} и имеет размерность сопротивления.

### СГСМ
В системе СГСМ {\displaystyle \mu _{0}=1} и {\displaystyle \varepsilon _{0}={\frac {1}{c^{2}}}.}
В этой системе {\displaystyle Z_{0}=c} и имеет размерность сопротивления.

### Гауссова система единиц
В гауссовой системе (симметричной СГС) {\displaystyle \mu _{0}=1} и {\displaystyle \varepsilon _{0}=1.}
В этой системе {\displaystyle Z_{0}=1} и не имеет размерности.